# Joseph Antic
Joseph Antic   (Secunderabad, 13 de març de 1931 - Bombai, 12 de juliol de 2016) fou un jugador d'hoquei sobre herba indi que va competir durant les dècades de 1950 i 1960.
El 1960 va prendre part en els Jocs Olímpics d'Estiu de Roma, on guanyà la medalla de plata en la competició d'hoquei sobre herba. En el seu palmarès també destaca una medalla de plata als Jocs Asiàtics de 1962.
Treballador dels ferrocarrils indis, també entrenà la selecció índia i d'Oman durant les dècades de 1970 i 1980.